# Папоротный, Артур Сергеевич
Арту́р Серге́евич Папоротный (род. 28 ноября 1985, Мирный, Брянская область) — российский игрок в пляжный футбол, защитник. Мастер спорта международного класса. Двукратный чемпион мира (2011, 2021).

## Биография
Родился 28 ноября 1985 года в поселке Мирный Брянской области. В детстве в течение 10 лет занимался баскетболом, с юношеского возраста стал играть в большой футбол на любительском уровне. В 2009 году начал заниматься пляжным футболом, попав во вновь созданный клуб «СИТИ». Первый тренер — С. Н. Степанов.
Выступал за клубы «СИТИ» (Санкт-Петербург), «Майна-Вира» (Краснодар), «Строгино» (Москва), «Кристалл» (Санкт-Петербург). В составе «Строгино» — бронзовый призёр чемпионата России (2012), в составе «Кристалла» — чемпион России (2013, 2015, 2016, 2018, 2019, 2021, 2022, 2023), серебряный призёр (2014, 2017). Обладатель Кубка европейских чемпионов (2014, 2015, 2020, 2021).
С 2011 года выступает за сборную России по пляжному футболу. Дебютировал на этапе Евролиге в Берлине. После этого был включен в заявку на чемпионат мира, который проходил в Италии. Чемпион мира 2011 года, 2021, бронзовый призёр чемпионата мира 2015 и 2019 годов, победитель Европейских игр 2015 года, серебряный призёр Межконтинентального кубка (2014, 2018). Победитель Евролиги 2014 и 2017 годов, в 2017 году  был признан MVP турнира.

## Достижения
Командные
Чемпионат России по пляжному футболу
- Чемпион (8): 2013, 2015, 2016, 2018, 2019, 2021, 2022, 2023
- Серебряный призёр (2): 2014, 2017
- Бронзовый призёр (2): 2012, 2020

Кубок России по пляжному футболу
- Победитель (7): 2015, 2017, 2018, 2019, 2020, 2021, 2022
- Бронзовый призёр (1): 2016

Суперкубок России по пляжному футболу
- Победитель (1): 2018

Кубок европейских чемпионов
- Победитель (4): 2014, 2015, 2020, 2021
- Серебряный призёр (1): 2018

Клубный Мундиалито по пляжному футболу
- Чемпион (1): 2017 (за Коринтианс)

Open Beach Soccer League
- Чемпион (3): 2010 (в составе Динамо), 2013 (весна), 2015
- Серебряный призёр (1): 2013 (зима)

Inter Cup
- Победитель (2): 2017, 2018, 2023
- Серебряный призёр (1): 2019
- Бронзовый призёр (2): 2011 (зима), 2022

В сборной
Чемпионат мира по пляжному футболу
- Чемпион (2): 2011, 2021
- Бронзовый призёр (2): 2015, 2019

Евролига по пляжному футболу
- Чемпион (2): 2014, 2017
- Серебряный призёр (1): 2019
- Бронзовый призёр (2): 2015, 2016

Кубок Европы по пляжному футболу
- Бронзовый призёр (2): 2014, 2016

Межконтинентальный кубок по пляжному футболу
- Победитель (2): 2015, 2021
- Серебряный призёр (2): 2014, 2018
- Бронзовый призёр (1): 2016

Мундиалито по пляжному футболу
- Бронзовый призёр (1): 2017

Европейские игры
- Победитель (1): 2015

Всемирные пляжные игры
- Серебряный призёр (1): 2019

Inter Cup
- Победитель (1): 2021

Личные
- Лучший игрок Суперфинала Евролиги-2017[4]
- Лучший игрок Inter Cup 2018 года
- Серебряный мяч Чемпионата мира 2021 года